# North Carolina Symphony

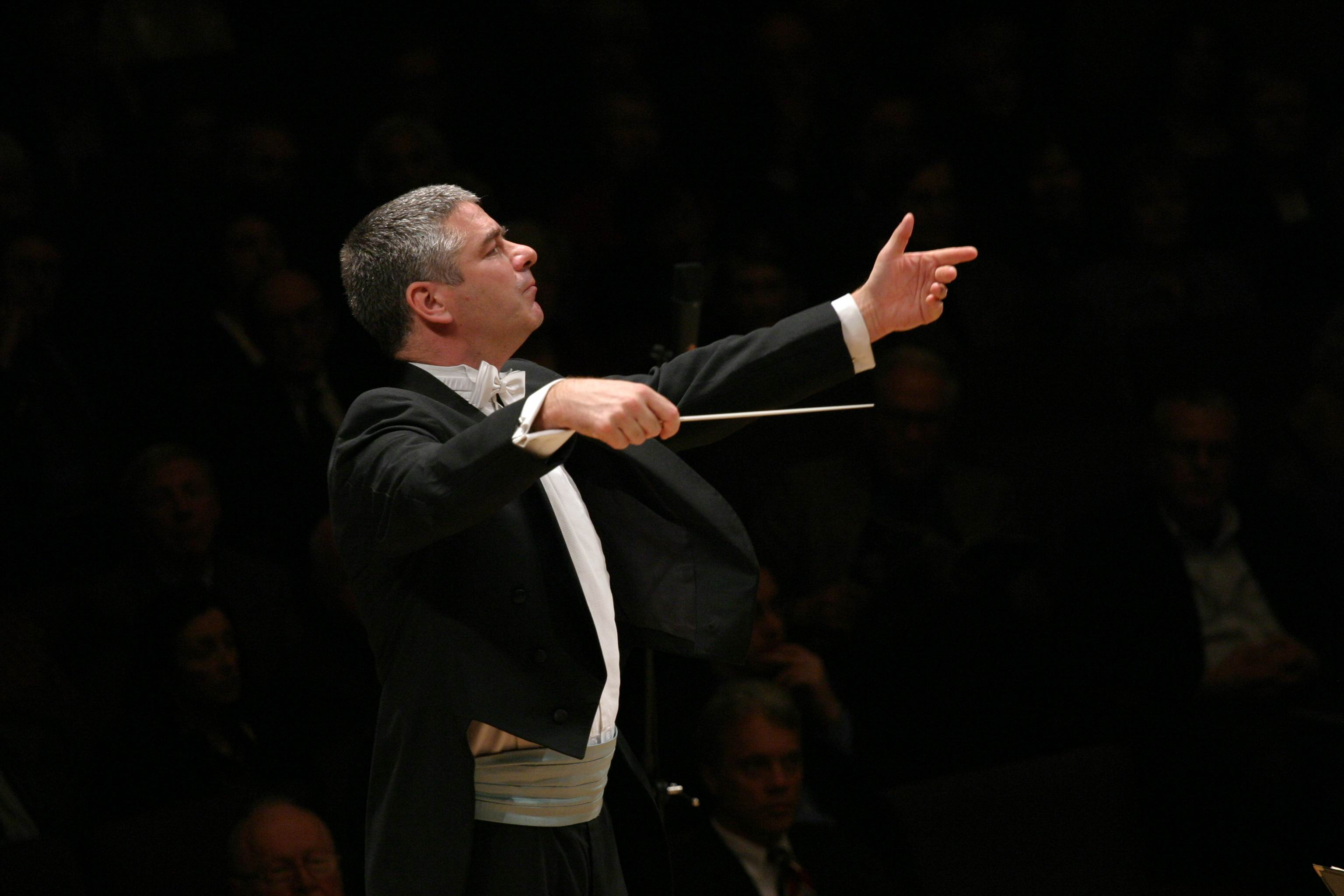
Grant Llewellyn, Direttore musicale

La North Carolina Symphony è un'orchestra americana con sede a Raleigh, nella Carolina del Nord, con sessantasei musicisti a tempo pieno. L'orchestra si esibisce nella Meymandi Concert Hall ed anche occasionalmente con il Carolina Ballet e l'Opera Company della Carolina del Nord. Nel 2017-18 l'organizzazione ha celebrato la sua stagione dell'85º anniversario. Le serie di concerti si svolgono anche in Carolina del Nord nelle città di Chapel Hill, Cary, Southern Pines, New Bern, Wilmington e Fayetteville, tra le altre.

## Storia
Nel 1932 Lamar Stringfield riunì un gruppo di volontari per formare la North Carolina Symphony. Si esibirono per la prima volta alla Hill Hall presso l'Università della Carolina del Nord Chapel Hill, nella Carolina del Nord, il 14 maggio 1932. I musicisti originali dell'orchestra erano musicisti locali non pagati. Nel 1935 la North Carolina Symphony si era esibita in più di cinquanta città e cittadine della Carolina del Nord, in oltre 140 concerti. Il Dr. Benjamin Swalin, direttore musicale dal 1939 al 1972, continuò la missione dell'orchestra di raggiungere quanti più nativi della Carolina del Nord fosse possibile.
Negli anni '40 la North Carolina Symphony divenne la prima orchestra a ricevere finanziamenti statali continui. L'"Horn Tootin’ Bill", che affermava che i fondi statali sarebbero stati assegnati alle orchestre, fu approvato dalla North Carolina State Legislature nel marzo del 1943. La North Carolina Symphony continua a ricevere finanziamenti statali ancora oggi. Nel 1942 l'orchestra cominciò a concentrarsi sull'educazione, coinvolgendo bambini e studenti nella sala da concerto per fare domande e ascoltare i musicisti. L'orchestra iniziò a coordinarsi con le scuole elementari, mettendo a contatto con la musica sinfonica molti bambini in tenera età.
La North Carolina Symphony è un'orchestra con la reputazione di suonare molti generi e tipi di musica al di fuori dei concerti di musica classica. Nel 2007 l'orchestra fece una tournée nella parte occidentale della Carolina del Nord, con un programma di musica tradizionale della Carolina del Nord; I flautisti Cherokee, i violinisti, i suonatori di banjo e i danzatori di Clogging si esibirono con l'orchestra.
Dal luglio 2004 Grant Llewellyn è direttore musicale dell'orchestra. Il suo contratto iniziale era di 4 anni e nel novembre 2006 fu esteso fino al 2012. Nel 2013, il contratto di Llewellyn fu prorogato fino al 2018.

## Attività
L'orchestra ha pubblicato diversi album, come Cello Symphony and Sonata di Britten con il violoncellista Zuill Bailey, che ha debuttato al primo posto nella classifica Billboard Traditional Classical.
David Hartman, presentatore del programma televisivo Good Morning America dell'ABC, è l'ospite delle trasmissioni radiofoniche della North Carolina Symphony.
Come parte del programma di educazione dell'orchestra, circa 50 dei 200 spettacoli annuali dell'orchestra durante l'anno sono dedicati agli studenti. Inoltre l'orchestra tiene un concorso per Giovani Concertisti, sponsorizza la Triangle Youth Philharmonic e invita gli studenti ad assistere alle prove.

## Direttori musicali
- Lamar Stringfield 1932–1938
- Benjamin Swalin 1939–1972
- John Gosling 1972–1980
- Gerhardt Zimmermann 1982–2003
- Grant Llewellyn 2004–